# Othinosmia filifera
Othinosmia filifera är en biart som först beskrevs av Cockerell 1936.  Othinosmia filifera ingår i släktet Othinosmia och familjen buksamlarbin. Inga underarter finns listade i Catalogue of Life.